# Janeth Jepkosgei Busienei
Janeth Jepkosgei Busienei (ur. 13 grudnia 1983 w Kabirirsang) – kenijska biegaczka średniodystansowa, wicemistrzyni olimpijska z Pekinu, mistrzyni świata z Osaki w biegu na 800 metrów.
Janeth pochodzi z Kabirirsangu położonego koło Kapsabetu. Ponadto z  tej samej wioski pochodzą także: Wilson Kipketer i Wilfred Bungei.
W 2002 Jepkosgei wygrała bieg na 800 m na Mistrzostwach Świata Juniorów w Lekkoatletyce w Kingston na Jamajce.
Kenijka zapisała się w historii biegów na 800 m zwycięstwem podczas Mistrzostw Świata w Lekkoatletyce 2007. W półfinale ustanowiła najlepszy wynik w sezonie na tym dystansie -  1:56,18. W finale pobiegła jeszcze szybciej, uzyskując czas 1:56,04. Była pierwszą kenijską biegaczką średniodystansową, która wywalczyła w tej konkurencji złoty medal.
Zwyciężczyni łącznej punktacji Diamentowej Ligi 2010 w biegu na 800 metrów.

## Sukcesy
| Rok  | Zawody                      | Miasto    | Konkurencja        | Wynik       | Miejsce |
| ---- | --------------------------- | --------- | ------------------ | ----------- | ------- |
| 2001 | Mistrzostwa świata juniorów | Réduit    | bieg na 800 m      | 2:06,21     | 2.      |
| 2002 | Mistrzostwa świata juniorów | Kingston  | bieg na 800 m      | 2:00,80     | 1.      |
| 2007 | Mistrzostwa świata          | Osaka     | bieg na 800 m      | 1:56,04     | 1.      |
| 2008 | Igrzyska olimpijskie        | Pekin     | bieg na 800 m      | 1:56,07     | 2.      |
| 2009 | Mistrzostwa Świata          | Berlin    | bieg na 800 m      | 1:57,90 min | 2.      |
| 2010 | Mistrzostwa Afryki          | Nairobi   | bieg na 800 m      | 2:00,50     | 2.      |
| 2010 | Mistrzostwa Afryki          | Nairobi   | sztafeta 4 x 400 m | 3:35,55     | 3.      |
| 2010 | Puchar interkontynentalny   | Split     | bieg na 800 m      | 1:57,88     | 1.      |
| 2011 | Mistrzostwa Świata          | Daegu     | bieg na 800 m      | 1:57,42     | 3.      |
| 2014 | Mistrzostwa Afryki          | Marrakesz | bieg na 800 m      | 1:59,74     | 2.      |
| 2014 | Mistrzostwa Afryki          | Marrakesz | sztafeta 4 x 400 m | 3:32,26     | 2.      |

## Rekordy życiowe
- bieg na 800 metrów – 1:56,04 (2007)
- bieg na 1500 metrów – 4:02,32 (2011)